# علی کله

تفریحگاه ساحلی دز که علی کله نیز نامیده می‌شود، یکی از تفریحگاه‌های ساحلی شهر دزفول است. این محل یکی از پارک‌های ساحلی پرطرفدار خوزستان است که هر ساله و به‌ویژه در فصل‌های بهار و تابستان جمعیت زیادی را از شهرها و استان‌های مجاور به سوی خود جذب می‌کند.
این تفریحگاه در پایین دست سد تنظیمی دز و شمال شهر دزفول واقع شده و یکی از پرطرفدارترین مراکز تفریحی جنوب و جنوب غرب ایران به‌شمار می‌رود.

## امکانات رفاهی و خدماتی
برای آسایش و راحتی گردشگران در این مجموعه و در کنار ساحل دز صفه‌هایی سر پوشیده ساخته است، همچنین وجود پارک و فضای سبز در مجاورت ساحل به همراه وسایل بازی و تفریحی باعث شده که در سایر فصول نیز محلی برای تفریح مردم باشد.
یکی دیگر از جاذبه‌های تفریحی این محل خصوصاً برای کودکان وجود چند نوع سرسره آبی در ساحل رودخانه است. همچنین رستورانی سه طبقه با طرح زیگوراتی توسط شهرداری دزفول در مجاورت ساحل رودخانه ساخته شده است. 

## حواشی و جنجال‌ها
در مرداد ماه سال ۱۳۹۰ و بدون اعلام قبلی پارک ساحلی دز (علی کله) تعطیل شد و مردم و میهمانان و مسافرانی که از گوشه و کنار استان خوزستان و استانهای همجوار جهت استفاده از امکانات و فضای این محل به دزفول آمده بودند نتوانستند وارد این پارک شوند.
علت این اتفاق نارضایتی نماینده ولی فقیه و امام جمعه دزفول از وضعیت فرهنگی علی کله به دلیل روزه خواری، بی حجابی، کشیدن قلیان، شرب خمر و استفاده از آلات قمار و موسیقی در این محل اعلام شد.
وی در خطبه‌های نماز جمعه نیز با اعلام ابراز ناخرسندی و گلایه مندی از وضعیت فرهنگی پارک ساحلی علی کله خواستار مشخص شدن وضعیت این محل شده بود و با تذکر به سرپرست فرمانداری دزفول و دستور سرپرست فرمانداری، توسط نیروی انتظامی علی کله تعطیل شد.
پس از این اتفاق، از سوی فرمانده انتظامی دزفول مقرر شد که پارک تفریحی علی کله در روزهای پنج شنبه و جمعه از ساعت ۴ صبح تا ۶:۳۰ بعدازظهر تعطیل باشد که البته مدتی بعد این دستور لغو شد.

## آسیب جدی در اثر سیل
طغیان بی سابقه رودخانه دز در فروردین سال ۱۳۹۵ موجب خسارت‌های سنگین به رودخانه دز، به ویژه پارک ساحلی علی کله شد، به‌طوری‌که تمام ساحل این رودخانه و سازه‌های ساخته شده در اطراف آن در زیر آب و گل غرق یا توسط سیلاب تخریب شدند که مدتی بعد، دوباره بازسازی و فعالیت آنها از سر گرفته شد.  